# Bayerische Eishockeymeisterschaft 1936/37
Die Bayerischen Eishockey-Meisterschaft 1936/37 gewann der SC Riessersee.

## Gauklasse
Die Gruppenspiele fanden (mindestens) im Dezember 1936 und Januar 1937 statt.

### Gruppe A
| Rang |               | Sp | S | U | N | Tore  | Pkt |
| ---- | ------------- | -- | - | - | - | ----- | --- |
| 1.   | HG Nürnberg   | 3  | 2 | 1 | 0 | 12:04 | 5:1 |
| 2.   | ESV Füssen    | 3  | 2 | 0 | 1 |       | 4:2 |
| 3.   | EC Oberstdorf | 3  | 1 | 1 | 1 |       | 3:3 |
| 4.   | Münchner SC   | 3  | 0 | 0 | 3 |       | 0:6 |

### Gruppe B
| Rang |               |
| ---- | ------------- |
| 1.   | SC Riessersee |
| 2.   | Münchener EV  |
| 3.   | TEV Miesbach  |
| 4.   | EC Bad Tölz   |

### Finale
| 15. Januar 1937 | HG Nürnberg | 0:3 | SC Riessersee |  |

## Kreisklasse
Halbfinale
|  | Nürnberger HTC | 3:0 | SSV Schwaben Augsburg |  |

|  | EV Berchtesgaden | 2:1 | EV Tegernsee |  |

Finale
Das Finale EV Berchtesgaden gegen Nürnberger HTC war für den 6. Februar 1937 in Berchtesgaden angesetzt. Das Ergebnis ist nicht bekannt. Nürnberg stieg in die Gauklasse auf.